# Belgio ai Giochi della XXIX Olimpiade
Il Belgio ha partecipato ai Giochi della XXIX Olimpiade di Pechino, svoltisi dall'8 al 24 agosto 2008, con una delegazione di 94 atleti.

## Medaglie
| Medaglia | Atleta                                                  | Sport            | Evento                      |
| -------- | ------------------------------------------------------- | ---------------- | --------------------------- |
| Oro      | Tia Hellebaut                                           | Atletica leggera | Salto in alto femminile     |
| Oro      | Olivia Borlée Kim Gevaert Hanna Mariën Élodie Ouédraogo | Atletica leggera | Staffetta 4x100 m femminile |

## Atletica leggera
| Gara              | Atleta                                                             | Batterie | Batterie | Quarti | Quarti | Semifinali | Semifinali | Finale  | Finale |
| Gara              | Atleta                                                             | Tempo    | Pos.     | Tempo  | Pos.   | Tempo      | Pos.       | Tempo   | Pos.   |
| ----------------- | ------------------------------------------------------------------ | -------- | -------- | ------ | ------ | ---------- | ---------- | ------- | ------ |
| 200 m             | Kristof Beyens                                                     | 20"69    | 3        | 20"50  | 3      | 20"69      | 8          |         |        |
| 400 m             | Jonathan Borlée                                                    |          |          | 45"25  | 4      | 45"11      | 5          |         |        |
| 400 m             | Kévin Borlée                                                       |          |          | 45"43  | 4      | 44"88      | 3          |         |        |
| 400 m             | Cédric Van Branteghem                                              |          |          | 45"54  | 3      | 45"81      | 8          |         |        |
| 5000 m            | Pieter Desmet                                                      |          |          |        |        | 8'37"99    | 8          |         |        |
| 3000 siepi        | Monder Rizki                                                       |          |          |        |        | 13'54"41   | 11         |         |        |
| Staffetta 4x400 m | Jonathan Borlée Kévin Borlée Cédric Van Branteghem Arnaud Ghislain |          |          |        |        | 3'00"67    | 3          | 2'59"37 | 5      |

| Gara             | Atleta     | Qualificazioni | Qualificazioni | Finale | Finale |
| Gara             | Atleta     | Misura         | Pos.           | Misura | Pos.   |
| ---------------- | ---------- | -------------- | -------------- | ------ | ------ |
| Salto con l'asta | Kevin Rans | 5,45 m         | 28             |        |        |

| Prova                | Hans Van Alphen | Hans Van Alphen | Hans Van Alphen | Frédéric Xhonneux | Frédéric Xhonneux | Frédéric Xhonneux |
| Prova                | Risultato       | Punti           | Pos.            | Risultato         | Punti             | Pos.              |
| -------------------- | --------------- | --------------- | --------------- | ----------------- | ----------------- | ----------------- |
| 100 metri            | 11"28           | 799             | 30              | 11"41             | 771               | 35                |
| Salto in lungo       | 6,55 m          | 709             | 35              | 6,94 m            | 799               | 27                |
| Getto del peso       | 14,86 m         | 781             | 31              | 13,99 m           | 728               | 22                |
| Salto in alto        | 1,84 m          | 661             | 32              | 1,90 m            | 714               | 28                |
| 400 metri            | non partito     | non partito     | non partito     | non concluso      | non concluso      | non concluso      |
| 110 metri ostacoli   | non partito     | non partito     | non partito     | non partito       | non partito       | non partito       |
| Lancio del disco     | non partito     | non partito     | non partito     | non partito       | non partito       | non partito       |
| Salto con l'asta     | non partito     | non partito     | non partito     | non partito       | non partito       | non partito       |
| Tiro del giavellotto | non partito     | non partito     | non partito     | non partito       | non partito       | non partito       |
| 1500 metri           | non partito     | non partito     | non partito     | non partito       | non partito       | non partito       |
| Totale               |                 | non concluso    | non concluso    |                   | non concluso      | non concluso      |

| Gara              | Atleta                                                  | Batterie | Batterie | Quarti | Quarti | Semifinali | Semifinali | Finale   | Finale |
| Gara              | Atleta                                                  | Tempo    | Pos.     | Tempo  | Pos.   | Tempo      | Pos.       | Tempo    | Pos.   |
| ----------------- | ------------------------------------------------------- | -------- | -------- | ------ | ------ | ---------- | ---------- | -------- | ------ |
| 100 m             | Kim Gevaert                                             | 11"33    | 2        | 11"10  | 3      | 11"30      | 6          |          |        |
| 3000 siepi        | Veerle Dejaeghere                                       |          |          |        |        | 9'54"65    | 7          |          |        |
| 10000 m           | Nathalie De Vos                                         |          |          |        |        |            |            | 32'33"45 |        |
| Staffetta 4x100 m | Olivia Borlée Kim Gevaert Hanna Mariën Élodie Ouédraogo |          |          |        |        | 42"92      | 1          | 42"54    |        |

| Gara          | Atleta        | Qualificazioni | Qualificazioni | Finale | Finale |
| Gara          | Atleta        | Misura         | Pos.           | Misura | Pos.   |
| ------------- | ------------- | -------------- | -------------- | ------ | ------ |
| Salto in alto | Tia Hellebaut | 1,93 m         | 1              | 2,05 m |        |

## Beach volley

### Torneo femminile
Il Belgio è stato rappresentato dalla coppia formata da Liesbeth Mouha e Liesbet Van Breedam.

#### Prima fase
| 9 agosto  | 09.00 | Maaseide - Glesnes  | 2-0 (24-22, 21-18)        | Van Breedam - Mouha | Beach Volleyball Ground |
| 11 agosto | 11:00 | Tian Jia - Wang     | 2-1 (18-21, 21-19, 15-13) | Van Breedam - Mouha | Beach Volleyball Ground |
| 13 agosto | 13:00 | Van Breedam - Mouha | 2-0 (21-18, 21-17)        | Kuhn - Schwer       | Beach Volleyball Ground |

| posiz | squadra                       | G | W | P | Sv | Sp | Pf  | Ps  | Pts |
| ----- | ----------------------------- | - | - | - | -- | -- | --- | --- | --- |
| 1     | Tian Jia - Wang (Cina)        | 3 | 3 | 0 | 6  | 2  | 146 | 126 | 6   |
| 2     | Maaseide - Glesnes (Norvegia) | 3 | 2 | 1 | 5  | 2  | 130 | 121 | 5   |
| 3     | Van Breedam - Mouha (Belgio)  | 3 | 1 | 2 | 3  | 4  | 135 | 134 | 4   |
| 4     | Kuhn - Schwer (Svizzera)      | 3 | 0 | 3 | 0  | 6  | 93  | 126 | 3   |

Ripescaggi
| 14/08/2008 | 21.00 | Van Breedam - Mouha | 2-0 (21-13, 21-19) | Saka - Rtvelo | Beach Volleyball Ground |

#### Seconda fase
| Ottavi di finale | Ottavi di finale | Ottavi di finale    | Ottavi di finale   | Ottavi di finale    | Ottavi di finale        |
| ---------------- | ---------------- | ------------------- | ------------------ | ------------------- | ----------------------- |
| 15/08/2008       | 09.00            | Van Breedam - Mouha | 0-2 (22-24, 10-21) | Walsh - May-Treanor | Beach Volleyball Ground |

## Calcio

### Torneo maschile

#### Squadra
Allenatore:  Jean-François De Sart
| N. | Pos. | Giocatore              | Data nascita (età)     | Pres. | Reti | Squadra            |
| -- | ---- | ---------------------- | ---------------------- | ----- | ---- | ------------------ |
| 1  | P    | Logan Bailly           | 27 dicembre 1985 (22)  |       |      | Genk               |
| 2  | D    | Sepp De Roover         | 12 novembre 1984 (23)  |       |      | Groningen          |
| 3  | D    | Vincent Kompany        | 10 aprile 1986 (22)    |       |      | Amburgo            |
| 4  | D    | Thomas Vermaelen       | 14 novembre 1985 (22)  |       |      | Ajax               |
| 5  | D    | Sébastien Pocognoli    | 1º agosto 1987 (21)    |       |      | AZ Alkmaar         |
| 6  | C    | Marouane Fellaini      | 22 novembre 1987 (20)  |       |      | Standard Liegi     |
| 7  | A    | Tom de Mul             | 4 marzo 1986 (22)      |       |      | Siviglia           |
| 8  | C    | Faris Haroun           | 22 settembre 1985 (22) |       |      | Germinal Beerschot |
| 9  | A    | Kevin Mirallas         | 5 ottobre 1987 (20)    |       |      | Lilla              |
| 10 | D    | Jan Vertonghen         | 24 aprile 1987 (21)    |       |      | Ajax               |
| 11 | C    | Maarten Martens        | 2 luglio 1984 (24)     |       |      | AZ Alkmaar         |
| 12 | P    | Yves Makabu-Makalambay | 31 gennaio 1986 (22)   |       |      | Hibernian          |
| 13 | D    | Laurent Ciman          | 5 agosto 1985 (23)     |       |      | Club Brugge        |
| 14 | C    | Landry Mulemo          | 17 settembre 1986 (21) |       |      | Standard Liegi     |
| 15 | D    | Jeroen Simaeys         | 12 maggio 1985 (23)    |       |      | Club Brugge        |
| 16 | C    | Anthony Vanden Borre   | 24 ottobre 1987 (20)   |       |      | Genoa              |
| 17 | A    | Stijn De Smet          | 27 marzo 1985 (23)     |       |      | Cercle Brugge      |
| 18 | A    | Moussa Dembélé         | 17 luglio 1987 (21)    |       |      | AZ Alkmaar         |
| 19 | C    | Vadis Odjidja-Ofoe     | 21 febbraio 1989 (19)  |       |      | Amburgo            |
| 22 | P    | Yves de Winter         | 25 maggio 1987 (21)    |       |      | Westerlo           |

#### Prima fase
| Arbitro: | Al Ghamdi |

|              |           |  |
| Hernanes 79’ | Marcatori |  |

| Arbitro: | Baldassi |

|                         |           |  |
| Dembélé 8’ Mirallas 80’ | Marcatori |  |

| Arbitro: | Pozo |

|  |           |            |
|  | Marcatori | 35’ Haroun |

| Squadra       | P.ti | G | V | N | P | GF | GS | DR |
| ------------- | ---- | - | - | - | - | -- | -- | -- |
| Brasile       | 9    | 3 | 3 | 0 | 0 | 9  | 0  | +9 |
| Belgio        | 6    | 3 | 2 | 0 | 1 | 3  | 1  | +2 |
| Cina          | 1    | 3 | 0 | 1 | 2 | 1  | 6  | -5 |
| Nuova Zelanda | 1    | 3 | 0 | 1 | 2 | 1  | 7  | -6 |

#### Seconda fase
Quarti di finale
| Arbitro: | Baldassi |

|                              |           |                               |
| Rossi 18’ (rig.), 74’ (rig.) | Marcatori | 23’, 79’ Dembélé 47’ Mirallas |

Semifinale
| Arbitro: | Pozo |

|           |           |                                        |
| Ciman 88’ | Marcatori | 17’ Adefemi 59’, 72’ Obasi 78’ Okonkwo |

Finale per il bronzo
| Arbitro: | Einwaller |

|  |           |                       |
|  | Marcatori | 27’ Diego 45’, 92’ Jô |

## Canoa/kayak
| Gara      | Atleta                   | Batterie | Batterie | Semifinali | Semifinali | Finale | Finale |
| Gara      | Atleta                   | Tempo    | Pos.     | Tempo      | Pos.       | Tempo  | Pos.   |
| --------- | ------------------------ | -------- | -------- | ---------- | ---------- | ------ | ------ |
| K2 1000 m | Kevin De Bont Bob Maesen | 3'21"604 | 8        | 3'24"148   | 10         |        |        |

## Canottaggio
| Gara        | Atleta                          | Batterie | Batterie | Quarti/ Ripescaggi | Quarti/ Ripescaggi | Semifinali | Semifinali | Finale  | Finale       |
| Gara        | Atleta                          | Tempo    | Pos.     | Tempo              | Pos.               | Tempo      | Pos.       | Tempo   | Pos.         |
| ----------- | ------------------------------- | -------- | -------- | ------------------ | ------------------ | ---------- | ---------- | ------- | ------------ |
| Singolo     | Tim Maeyens                     | 7'16"60  | 1        | 6'52"70            | 2                  | 6'59"65    | 3          | 7'04"40 | 4            |
| 2 di coppia | Bart Poelvoorde Christophe Raes | 6'31"84  | 4        | 6'24"01            | 2                  | 6'29"91    | 5          | 6'35"55 | 2 (finale B) |

## Ciclismo

### Su pista
| Gara                   | Atleta                      | Punti | Pos. |
| ---------------------- | --------------------------- | ----- | ---- |
| Corsa a punti maschile | Iljo Keisse                 | 8     | 12   |
| Madison maschile       | Kenny De Ketele Iljo Keisse | 17    | 4    |

### Su strada e Cross country
| Gara                     | Atleta                | Tempo        | Posizione    |
| ------------------------ | --------------------- | ------------ | ------------ |
| Corsa in linea maschile  | Mario Aerts           | 6h 24'01"    | 8            |
| Corsa in linea maschile  | Christophe Brandt     | non concluso | non concluso |
| Corsa in linea maschile  | Maxime Monfort        | non concluso | non concluso |
| Corsa in linea maschile  | Jurgen Van Den Broeck | non concluso | non concluso |
| Corsa in linea maschile  | Johan Van Summeren    | 6h 26'27"    | 42           |
| Cronometro maschile      | Maxime Monfort        | 1h 07'12"    | 26           |
| Corsa in linea femminile | Lieselot Decroix      | 3h 36'35"    | 44           |
| Cross country maschile   | Filip Meirhaeghe      | non concluso | non concluso |
| Cross country maschile   | Sven Nys              | 2h 01'00"    | 9            |
| Cross country maschile   | Roel Paulissen        | 2h 03'30"    | 19           |

## Equitazione
| Gara        | Atleta            | Cavallo                 | Dressage | Cross country | Salto | Salto di finale | Totale | Posizione |
| ----------- | ----------------- | ----------------------- | -------- | ------------- | ----- | --------------- | ------ | --------- |
| Individuale | Karin Donckers    | Gazelle De La Brasserie | 31,7     | 25,6          | 4     | 4               | 65,3   | 9         |
| Individuale | Joris Vanspringel | Bold Action             | 52       | 66,4          | 15    |                 | 133,4  | 46        |

| Gara        | Atleta      | Cavallo | Qualificazioni | Qualificazioni | Qualificazioni | Qualificazioni | Qualificazioni | Qualificazioni | Finale  | Finale  | Finale  | Finale  | Finale | Finale |
| Gara        | Atleta      | Cavallo | Turno 1        | Turno 1        | Turno 2        | Turno 2        | Turno 3        | Turno 3        | Turno A | Turno A | Turno B | Turno B | Totale | Totale |
| Gara        | Atleta      | Cavallo | Pen.           | Pos.           | Pen.           | Pos.           | Pen.           | Pos.           | Pen.    | Pos.    | Pen.    | Pos.    | Pen.   | Pos.   |
| ----------- | ----------- | ------- | -------------- | -------------- | -------------- | -------------- | -------------- | -------------- | ------- | ------- | ------- | ------- | ------ | ------ |
| Individuale | Jos Lansink | Cumano  | 1              | 14             | 1              | 4              | 2              | 2              | 0       | 1       | 8       | 14      | 8      | 10     |

## Ginnastica

### Ginnastica artistica
| Gara                     | Atleta         | Volteggio | Corpo libero | Cavallo con maniglie | Anelli | Parallele | Sbarra | Trave  | Totale | Posizione | Finali               |
| ------------------------ | -------------- | --------- | ------------ | -------------------- | ------ | --------- | ------ | ------ | ------ | --------- | -------------------- |
| Qualificazioni maschili  | Koen Van Damme | 14,450    | 12,575       | 14,200               | 14,325 | 14,600    | 14,475 |        | 84,625 | 43        | nessuna              |
| Qualificazioni femminili | Gaëlle Mys     | 14,050    | 14,175       |                      |        | 14,800    |        | 14,125 | 57,150 | 31        | concorso individuale |

| Gara                           | Atleta     | Punteggio | Posizione |
| ------------------------------ | ---------- | --------- | --------- |
| Concorso individuale femminile | Gaëlle Mys | 53,950    | 24        |

## Hockey su prato

### Torneo maschile
La nazionale belga si è qualificata per i Giochi nel campionato europeo 2007.

#### Squadra
La squadra era formata da:
- Thomas Briels
- Cédric Charlier
- Cédric De Greve (portiere)
- Jérôme Dekeyser
- Félix Denayer
- John-John Dohmen
- Philippe Goldberg
- Grégory Gucassoff
- Patrice Houssein
- Max Luyckx
- Xavier Reckinger
- Thierry Renaer
- Jérôme Truyens
- Thomas Van den Balck (capitano)
- Charles Vandeweghe
- Loïc Vandeweghe

#### Prima fase
| Data      | Ora locale | Partita       | Partita | Partita       |
| --------- | ---------- | ------------- | ------- | ------------- |
| 11 agosto | 20.30      | Spagna        | 4-2     | Belgio        |
| 13 agosto | 18.30      | Belgio        | 1-1     | Germania      |
| 15 agosto | 18.00      | Belgio        | 2-4     | Nuova Zelanda |
| 17 agosto | 10.30      | Corea del Sud | 3-1     | Belgio        |
| 19 agosto | 21.00      | Belgio        | 3-1     | Cina          |

| Squadra       | P.ti | G | V | P | S | GF | GS | DR |
| ------------- | ---- | - | - | - | - | -- | -- | -- |
| Spagna        | 12   | 5 | 4 | 0 | 1 | 9  | 5  | +4 |
| Germania      | 11   | 5 | 3 | 2 | 0 | 12 | 6  | +6 |
| Corea del Sud | 7    | 5 | 2 | 1 | 2 | 13 | 11 | +2 |
| Nuova Zelanda | 7    | 5 | 2 | 1 | 2 | 10 | 9  | +1 |
| Belgio        | 4    | 5 | 1 | 1 | 3 | 9  | 13 | −4 |
| Cina          | 1    | 5 | 0 | 1 | 4 | 7  | 16 | −9 |

#### Seconda fase
Finale 9º-10º posto
| Arbitro: | David Leiper (GBR), Xavier Adell (ESP) |

|                                     |           |  |
| Dekeyser 1' Dohmen 22' Dekeyser 69' | Marcatori |  |

## Judo
| Gara            | Atleta            | Tabellone principale                   | Tabellone principale                     | Tabellone principale                 | Tabellone principale | Tabellone principale | Ripescaggi                                 | Ripescaggi                             | Ripescaggi                              | Ripescaggi                          |
| Gara            | Atleta            | Sedicesimi                             | Ottavi                                   | Quarti                               | Semifinali           | Finale               | 1º turno                                   | Quarti                                 | Semifinali                              | Finale                              |
| --------------- | ----------------- | -------------------------------------- | ---------------------------------------- | ------------------------------------ | -------------------- | -------------------- | ------------------------------------------ | -------------------------------------- | --------------------------------------- | ----------------------------------- |
| 73 kg maschile  | Dirk Van Tichelt  | Elnur Mammadli (Azerbaigian) 0000-1000 |                                          |                                      |                      |                      | Konstantin Semënov (Bielorussia) 1021-0020 | Kim Chol Su (Corea del Nord) 1011-0000 | Yusuke Kanamaru (Giappone) 0211-0000    | Rasul Boqiev (Tagikistan) 0000-0011 |
| 52 kg femminile | Ilse Heylen       | Audrey La Rizza (Francia) 0001-0000    | Kristie-Anne Ryder (Australia) 1000-0000 | Misato Nakamura (Giappone) 0000-0001 |                      |                      |                                            | Romy Tarangul (Germania) 0002-0000     | Sholpan Kaliyeva (Kazakistan) 0000-1000 |                                     |
| 70 kg femminile | Catherine Jacques | bye                                    | Ylenia Scapin (Italia) 0000-0010         |                                      |                      |                      |                                            |                                        |                                         |                                     |

## Nuoto
| Gara                | Atleta               | Batterie | Batterie | Semifinali | Semifinali | Finale    | Finale |
| Gara                | Atleta               | Tempo    | Pos.     | Tempo      | Pos.       | Tempo     | Pos.   |
| ------------------- | -------------------- | -------- | -------- | ---------- | ---------- | --------- | ------ |
| 50 m stile libero   | Yoris Grandjean      | 22"45    | 28       |            |            |           |        |
| 100 m stile libero  | Yoris Grandjean      | 48"82    | 19       |            |            |           |        |
| 200 m stile libero  | Glenn Surgeloose     | 1'48"92  | 30       |            |            |           |        |
| 1500 m stile libero | Tom Vangeneugden     |          |          | 15'11"04   | 20         |           |        |
| 100 m farfalla      | François Heersbrandt | 53"33    | 37       |            |            |           |        |
| 200 m farfalla      | Mathieu Fonteyn      | 1'56"65  | 19       |            |            |           |        |
| Fondo 10 km         | Brian Ryckeman       |          |          |            |            | 1h 52'10" | 7      |

| Gara       | Atleta          | Batterie | Batterie | Semifinali | Semifinali | Finale | Finale |
| Gara       | Atleta          | Tempo    | Pos.     | Tempo      | Pos.       | Tempo  | Pos.   |
| ---------- | --------------- | -------- | -------- | ---------- | ---------- | ------ | ------ |
| 100 m rana | Elise Matthysen | 1'08"37  | 16       | 1'09"00    | 13         |        |        |
| 200 m rana | Elise Matthysen | 2'27"04  | 15       | 2'29"64    | 16         |        |        |

## Sollevamento pesi
| Gara  | Atleta        | Strappo | Strappo | Slancio | Slancio | Totale | Posizione |
| Gara  | Atleta        | Ris.    | Pos.    | Ris.    | Pos.    | Totale | Posizione |
| ----- | ------------- | ------- | ------- | ------- | ------- | ------ | --------- |
| 56 kg | Tom Goegebuer | 114     | 12      | 137     | 13      | 251    | 13        |

## Tennis
| Gara               | Atleta                      | Trentaduesimi                       | Sedicesimi                                                  | Ottavi                                            | Quarti | Semifinali | Finale |
| ------------------ | --------------------------- | ----------------------------------- | ----------------------------------------------------------- | ------------------------------------------------- | ------ | ---------- | ------ |
| Singolare maschile | Steve Darcis                | Nicolás Massú (Cile) 4-6, 5-7       |                                                             |                                                   |        |            |        |
| Singolare maschile | Olivier Rochus              | Ivo Minář (Rep. Ceca) 6.3, 3-6, 6-3 | Janko Tipsarević (Serbia) 7-65, 2-3 ritirato                | Fernando González (Cile) 0-6, 3-6                 |        |            |        |
| Doppio maschile    | Steve Darcis Olivier Rochus |                                     | Guillermo Cañas David Nalbandian (Argentina) 6-7, 7-65, 6-3 | Igor' Andreev Nikolaj Davydenko (Russia) 6-7, 2-6 |        |            |        |

## Tennis tavolo
| Gara             | Atleta            | Preliminari | Turno 1 | Turno 2                                                           | Turno 3 | Turno 4 | Quarti | Semifinali | Finale |
| ---------------- | ----------------- | ----------- | ------- | ----------------------------------------------------------------- | ------- | ------- | ------ | ---------- | ------ |
| Singolo maschile | Jean-Michel Saive | bye         | bye     | Segun Toriola (Nigeria) 2–4 (8–11, 7–11, 11–8, 11–9, 3–11, 10–12) |         |         |        |            |        |

## Triathlon
| Gara          | Atleta        | Nuoto  | Ciclismo  | Corsa  | Tempo totale | Posizione |
| ------------- | ------------- | ------ | --------- | ------ | ------------ | --------- |
| Gara maschile | Peter Croes   | 18'26" | 1h 17'43" | 33'25" | 1h 51'40"    | 27        |
| Gara maschile | Axel Zeebroek | 18'30" | 1h 16'45" | 33'15" | 1h 50'30"    | 13        |

## Vela
| Gara                   | Atleta                               | Regata | Regata | Regata | Regata | Regata | Regata | Regata | Regata | Regata | Regata     | Regata | Punteggio | Pos. |
| Gara                   | Atleta                               | 1      | 2      | 3      | 4      | 5      | 6      | 7      | 8      | 9      | 10         | M      | Punteggio | Pos. |
| ---------------------- | ------------------------------------ | ------ | ------ | ------ | ------ | ------ | ------ | ------ | ------ | ------ | ---------- | ------ | --------- | ---- |
| Laser Radial femminile | Evi Van Acker                        | 1      | 10     | 16     | 10     | 12     | 6      | 12     | 4      | 18     | cancellata | 10     | 91        | 8    |
| Tornado                | Carolijn Brouwer Sébastien Godefroid | 11     | 11     | 5      | 6      | 3      | 8      | 13     | 6      | 16     | 9          |        | 72        | 12   |